# Begraafplaats van Aat (Église Saint-Julien)
De Begraafplaats van Ath is een gemeentelijke begraafplaats in de Belgische stad Aat (Henegouwen). De begraafplaats ligt aan het kruispunt van de Rue de l'Égalité en de Rue de Soignies op iets minder dan 1 km ten oosten van het stadscentrum (Église Saint-Julien). Aan de straatzijde wordt de begraafplaats gedeeltelijk omgeven door een natuurstenen muurtje met smeedijzeren hekwerk en een haag, en de andere zijden door een bakstenen muur. Er zijn twee toegangen. De begraafplaats heeft en L-vormig grondplan en is verdeeld in drie rechthoekig vakken. Links van het centrale pad, even voorbij de hoofdingang staat een monument voor de gesneuvelde stadsgenoten uit beide wereldoorlogen.

## Britse oorlogsgraven
Op de begraafplaats liggen links van het centrale pad twee Britse militaire perken waarin samen 38 Britse gesneuvelden uit de Eerste Wereldoorlog rusten. De meeste stierven tussen november 1918 en maart 1919 in het No. 2 Australian Casualty Clearing Station (C.C.S.) aan de gevolgen van de opgelopen verwondingen of ziekte. Bij de 38 doden zijn er 3 Indiërs die bij de Indian Royal Artillery dienden. Twee slachtoffers worden met Special Memorials herdacht omdat de ligging van hun stoffelijke resten niet exact kon bepaald worden. 
De graven worden onderhouden door de Commonwealth War Graves Commission waar ze geregistreerd staan onder Ath Communal Cemetery.

### Onderscheiden militairen
- Harold Ernest Blunt, kapitein bij het Sussex Yeomanry werd onderscheiden met het Military Cross (MC).
- C. Hurst, korporaal bij de Royal Engineers werd onderscheiden met de Military Medal (MM).